# Allò que és personal és polític
Allò que és personal és polític, també anomenat allò que és privat és polític, és un frase utilitzada com a eslògan que posa en relleu les connexions entre l'experiència personal i les grans estructures socials i polítiques. En el context del moviment feminista de les dècades de 1960 i 1970, va ser un desafiament als valors de la família nuclear i als valors familiars. La frase s'ha descrit en repetides ocasions com una definició característica de la segona onada del feminisme, del feminisme radical, els estudis de la dona, i del feminisme en general.

## Origen i autoria de la frase
La frase va ser popularitzada per Carol Hanisch en el seu llibre The Personal is Politica publicat el 1970, encara que ella en rebutjà l'autoria. igual que Kerry Burch, Shulamith Firestone, Robin Morgan, i altres feministes a qui se'ls atribueix haver-la originat, també n'han declinat l'autoria, concretament Burch va escriure "milions de dones en converses públiques i privades com les autores col·lectives de la frase."
La frase és esmentada pel feminisme negre a A Black Feminist Statement del Combahee River Collective, en l'assaig d'Audre Lorde The Master's Tools Will Never Dismantle the Master's House (Les eines de l'amo mai desmantellaran la casa de l'amo), i en l'antologia This Bridge Called My Back: Writings By radical Women of Color.
Carol Hanisch, era integrant del grup New York Radical Women i una figura prominent del Moviment d'Alliberament de les Dones dels Estats Units. El febrer de 1969 va redactar un article defensant la importància política dels grups de conscienciació a la ciutat de Gainesville, Florida. Originalment anava destinat al caucus de Dones del Southern Conference Educational Fund (SCEF), el document primer, va portar per títol Algunes reflexions en resposta a les idees de Dottie en el Moviment d'Alliberament de la Dona, com a resposta a una nota de Dottie Zellner. En aquest article va tractar de refutar la idea que el sexe, l'aparença, l'avortament, la cura dels infants, i la divisió del treball domèstic eren temes merament personals sense importància política i per fer front a aquests i altres problemes, va instar les dones a deixar de culpar-se a si mateixes, començar a discutir les pròpies situacions entre elles, i organitzar-se col·lectivament en contra de la dominació masculina en la societat. De fet no va utilitza la frase "allò que és personal és polític" en l'assaig, però va escriure:
| « | One of the first things we discover in these groups is that personal problems are political problems. There are no personal solutions at this time. There is only collective action for a collective soluti | Una de les primeres coses que vam descobrir en aquests grups és que els problemes personals són problemes polítics. No hi ha solucions personals en aquest moment. Només hi ha acció col·lectiva per a una solució col·lectiva. | » |

L'assaig va ser publicat sota el títol, "The Personal Is Political", a Notes from the Second Year: Women's Liberation in 197. L'autora considera que Shulamith Firestone i Anne Koedt, les editores del llibre, són les qui van donar a l'assaig el seu famós títol. Des de llavors ha estat inclòs en el recull a Radical Feminism: A Documentary Reader.
La importància d'aquest frase rau en el fet que porta a discussió en l'àmbit polític temes "privats o "socials" que són causa del descontentament de les dones per l'opressió sistemàtica que pateixen: 
| «                | Women's discontent, radical feminists argued, is not the neurotic lament of the maladjusted, but a response to a social structure in which women are systematically dominated, exploited, and oppressed. | El descontentament de les dones, tal com argumenten les feministes radicals, no és el lament neuròtic dels inadaptats, sinó una resposta a una estructura social en què les dones són sistemàticament dominades, explotades i oprimides. | » |
| — Heidi Hartmann | | |   |